# Markus Paulmichl
Markus Paulmichl (* 10. November 1958 in Laas, Südtirol) wurde am 1. Oktober 2007 zum Vorstand und Direktor des Instituts für Pharmakologie und Toxikologie an der Paracelsus Medizinische Privatuniversität (PMU) in Salzburg ernannt.

## Leben
Markus Paulmichl wurde in der Gemeinde Laas im Vinschgau als Sohn eines praktischen Arztes geboren. Er und seine zwei jüngeren Brüder entschieden sich für ein Medizinstudium in Innsbruck (1977–1983), wobei er bereits im dritten Studienjahr an der Medizinuniversität Innsbruck angestellt wurde. Nach seiner Promotion arbeitete er in den USA an der Mayo Clinic, Minnesota. Anschließend weitere sieben Jahre in Innsbruck, daraufhin betätigte er sich sieben Jahre in Mailand. 1985 erhielt er seinen Facharzt für Physiologie und Leistungsphysiologie in Bologna. In diesen Jahren lehrte er auch als Harvard-Gastprofessor und wurde im Jahre 2007 an die PMU berufen. In seiner Freizeit geht er verschiedenen Hobbys nach wie der Malerei, der Bildhauerei und der Jagd.

## Auszeichnungen
- 1983 erhielt Markus Paulmichl den Hoechst-Dozentenpreis, dieser wurde ihm in den darauffolgenden Jahren (1989, 1992, 1995) drei weitere Male überreicht
- 1988 Biochemie-Award
- 1989 Kardinal-Innitzer-Förderungspreis für Human- und Veterinärmedizin
- 1990 Dr. Otto Seibert-Preis
- 2008 wurde er zum „Professor des Jahres“ an der PMU ernannt.[3]

## Veröffentlichungen (Auswahl)
- M. Paulmichl, P. Nasmith, R. Hellmiss, K. Reed, W. A. Boyle, J. M. Nerbonne, E. G. Peralta, D. E. Clapham: Cloning and expression of a rat cardiac delayed rectifier potassium channel. In: PNAS. Band 88, Nr. 17, September 1991, S. 7892–7895, doi:10.1073/pnas.88.17.7892 (englisch, pnas.org [PDF]).
- Markus Paulmichl, Yi Li, Kevin Wickman, Michael Ackerman, Ernest Peralta, David Clapham: New mammalian chloride channel identified by expression cloning. In: Nature. Band 356, Nr. 6366, 19. März 1992, S. 238–241, doi:10.1038/356238a0 (englisch).